# 서울도림초등학교
서울도림초등학교는 대한민국 서울특별시 영등포구 신길동에 있는 공립 초등학교이다.

## 학교 연혁
- 1956년 3월 4일 설립인가
- 1960년 2월 1일 개교(9학급 665명)
- 1974년 9월 3일 도신국민학교 분리
- 1988년 3월 1일 대영국민학교 분리
- 2002년 9월 1일 영원초등학교 분리
- 2004년 11월 15일 현 위치로 이전
- 2005년 1월 4일 교사 개축공사 준공
- 2006년 7월 12일 도림 50년사 기념식
- 2007년 8월 2일 제2과학실 현대화 시설확충
- 2007년 11월 29일 갤러리(3개층) 및 콘서트홀 개관 기념식
- 2008년 4월 24일 DORIM LANGUAGE CENTER 개관 기념식
- 2009년 5월 18일 느티나무교실(교육복지실) 개관 기념식
- 2014년 10월 29일 도드림 문화예술 축제
- 2026년 3월 24일 개교 70주년

## 참고 자료
- 서울도림초등학교 - 한국교육학술정보원 학교알리미